# Johannes Geffert
Johannes Geffert (* 23. Februar 1951 in Bonn) ist ein deutscher Organist und Kirchenmusiker.

## Leben
Nach dem Abitur studierte Johannes Geffert Evangelische Kirchenmusik bei Michael Schneider an der Hochschule für Musik in Köln. Nachdem er sein Studium mit 22 Jahren abgeschlossen hatte (A-Examen mit besonderer Auszeichnung für Orgelimprovisation), ergänzte er seine Ausbildung bei Nicolas Kynaston in London.
Sein erstes Kantorenamt führte ihn 1974 bis 1979 an die Annakirche nach Aachen, wo er auch den Aachener Bachverein leitete. Es folgte die Übernahme des Kantorenamts an der traditionsreichen Bonner Kreuzkirche, wo er viele Jahre als Kirchenmusikdirektor wirkte.
Nach langjähriger Lehrtätigkeit an der Robert Schumann Hochschule Düsseldorf wurde Johannes Geffert im Jahr 1997 als Professor für Künstlerisches Orgelspiel und Improvisation an die Hochschule für Musik Köln berufen; dort stand er bis zu seiner Emeritierung zudem der Abteilung für Evangelische Kirchenmusik vor.
Johannes Geffert ist heute weltweit  als Interpret wie als Musikpädagoge auf Meisterkursen tätig. Daneben widmet er sich regelmäßig der Aufführung neuer und neuester Orgelwerke.
Außerdem gibt Geffert Orgelliteratur heraus, u. a. eine 26-bändige Reihe zur Orgelmusik Englands und Amerikas.

## Tondokumente
- Charles-Marie Widor: 10. Symphonie für Orgel in D-Dur. Stockmann-Orgel in der Wallfahrtsbasilika zu Werl. LP, Psallite 1982.
- Camille Saint-Saëns: Trois fantaisies Es-Dur, Des-Dur, C-Dur. Marcel Dupré: Suite bretonne op. 21. LP, Mitra 1984.
- Orgelbearbeitungen von J. S. Bach, G. F. Händel und W. A. Mozart. LP, Mitra 1978/1984.
- Konzerte für Orgel und Orchester. Orchester der Beethovenhalle, Mitra 1984.
- Petr Eben: Faust-Szenen. LP, Mitra 1984.
- Italienische Orgelkonzerte. Mit der Johann-Christian-Bach-Akademie. CD, Fono 1992.
- Wolfgang Amadeus Mozart: Die Kirchensonaten. Mit der Johann-Christian-Bach-Akademie. CD, Fono 1995.
- Weihnachtliche Orgelmusik aus der Kreuzkirche Bonn. CD, Ludger Böckenhoff 1997.
- Ludwig van Beethoven: Sechs geistliche Lieder op. 48. Mit Hans-Fieter Seibel. CD, Ludger Böckenhoff 1997.
- Johann Sebastian Bach: Toccata C-Dur. CD, Klaus-Jürgen Kamprad 2000.
- Orgeln in Köln. CD, Klaus-Jürgen Kamprad 2001.
- Kommet, ihr Hirten. Ebs Records 2001.
- Johannes Geffert spielt romantische Orgelmusik an der Hauptorgel der Abteikirche Maria Laach. CD, Motette-Ursina 2001.
- Marienorgel Ottobeuren. CD, Hans-Peter Reiners 2002.
- Alpenfantasie. CD, Klaus-Jürgen Kamprad 2003.
- Orgel-Portraits. CD, Jubal-Musikproduktion Berlin 2006.
- Carl Philipp Emanuel Bach. Konzerte für Orgel und Orchester. Mit der Johann-Christian-Bach-Akademie.  CD, Klaus-Jürgen Kamprad 2006.
- Felix Mendelssohn Bartholdy: Orgeltranskriptionen. CD, Wolfram Adolph, 2009.
- Johannes Geffert spielt an der neuen Klais-Orgel der Schlosskirche zu Bonn. CD, Motette-Ursina 2012.
- Flöte und Orgel. CD, Klaus-Jürgen Kamprad 2016.

## Schriften
- Spitze oder Absatz? Historische Quellen zur Kunst des Pedalspiels. In: Organ 2013/2.

## Schüler (Auswahl)
- Johannes Quack (* 1959)
- Mareile Schmidt (* 1982)